# Fabio Lucioni
Fabio Lucioni (Terni, 25 settembre 1987) è un ex calciatore italiano, di ruolo difensore.

## Carriera

### Gli inizi, Ternana e vari prestiti
Cresciuto nelle giovanili della Ternana, nella stagione 2004-2005 viene aggregato alla prima squadra del club umbro per il campionato di Serie B; nell'annata seguente esordisce in serie cadetta all'età di 18 anni con i rossoverdi, che a fine campionato retrocedono in Serie C1. Lucioni rimane alla Ternana anche nella stagione 2006-2007, durante la quale disputa 5 partite in terza serie. Dopo un'ulteriore parentesi di sei mesi alla Ternana con 8 presenze in Serie C1 2007-2008, nel gennaio del 2008 passa in prestito al Monopoli, con la cui maglia segna, nella parte finale della stagione 2007-2008, un gol, il suo primo in carriera a livello professionistico, in 7 presenze in Serie C2. Alla fine dell'annata gli umbri lo cedono ancora in prestito annuale al Noicattaro, in Lega Pro Seconda Divisione: con i rossoneri gioca stabilmente da titolare, chiudendo il campionato con un bilancio di 29 presenze e 6 gol in quarta serie.
Fa quindi ritorno alla Ternana, con cui nella stagione 2009-2010 rimane in rosa in Lega Pro Prima Divisione senza mai giocare; nel gennaio 2010 passa a titolo definitivo al Gela, con la cui maglia gioca 15 partite senza mai segnare in Seconda Divisione. Nell'estate del 2010 si accasa al Barletta, con cui gioca un campionato da titolare in Lega Pro Prima Divisione, categoria in cui segna i suoi primi 3 gol in 32 presenze totali.
Lucioni gioca in terza serie anche nella stagione 2011-2012, con la maglia dello Spezia: in Liguria gioca 1 partita in Coppa Italia e 31 partite in campionato, competizione alla cui vittoria contribuisce segnando 2 gol; con i bianconeri vince inoltre anche la Coppa Italia Lega Pro e la Supercoppa di Lega di Prima Divisione.

### Reggina
Il 20 luglio 2012 si trasferisce in comproprietà alla Reggina, con cui nella stagione 2012-2013 gioca 11 partite senza mai segnare in Serie B; rimane in Calabria anche durante la stagione 2013-2014, nella quale segna i suoi primi 2 gol in carriera nella serie cadetta e gioca 37 partite di campionato; a fine anno lascia la squadra, nel frattempo retrocessa in Lega Pro, con un totale di 51 presenze, 48 in Serie B e 3 in Coppa Italia, e 3 gol, uno dei quali in Coppa Italia.

### Benevento
Nell'estate del 2014 firma un contratto con il Benevento, squadra di Lega Pro con cui esordisce nei turni preliminari di Coppa Italia, nei quali raccoglie 2 presenze senza reti segnate. Nella stagione 2014-2015, con 36 presenze (tra campionato e Coppa Italia) è secondo in campionato ed accede con la sua squadra ai play-off. Il Benevento esce alla prima in casa con il Como (che vincerà poi i play-off). Nella stagione 2015-2016 diventa il capitano e leader del Benevento (33 presenze e una rete). Vince il campionato di Lega Pro Girone C con una giornata di anticipo, risultato che vale al Benevento la sua prima promozione in Serie B.
Nella prima stagione in serie cadetta della squadra sannita, Lucioni, con la fascia di capitano, è tra i protagonisti della memorabile annata, conclusasi con il quinto posto finale nella stagione regolare e la vittoria dei play-off per la promozione in Serie A, cui i campani accedono per la prima volta. Il 20 agosto 2017, nella partita d'esordio in campionato, Lucioni debutta in Serie A contro la Sampdoria, alla soglia dei 30 anni. Il 22 settembre risulta positivo ad un test antidoping effettuato dopo la gara Benevento-Torino di due settimane prima, vinta 1-0 dai granata; la sostanza riscontrata è il Clostebol, uno steroide anabolizzante. Il 18 dicembre 2017 venne parzialmente reintegrato in rosa dai sanniti per 3 partite per un rinvio a giudizio sull'assunzione di doping, per cui il medico sociale del Benevento Walter Giorgione fece ammissione di colpa. Dopo aver giocato 3 partite (2 di queste vinte dal club sannita contro Chievo e Sampdoria), il 17 gennaio 2018 Lucioni venne squalificato per un anno, mentre Giorgione per 4.

### Lecce
Il 20 luglio 2018 si trasferisce al Lecce, club neopromosso in Serie B, a titolo definitivo. Nell'agosto 2018 la squalifica per doping è in un primo momento sospesa dal TAR e Lucioni può così esordire con la nuova maglia alla prima giornata di campionato, il 27 agosto contro il Benevento allo stadio Ciro Vigorito. Dopo essere sceso in campo anche contro la Salernitana il 2 settembre, all'esordio casalingo in Serie B dei giallorossi, Lucioni è nuovamente costretto a fermarsi perché la sospensiva viene revocata. Torna in campo il 10 novembre, alla dodicesima giornata, sul campo del Cosenza. Segna il primo gol con i salentini nella partita casalinga vinta per 3-2 contro il Padova il 23 dicembre 2018; alla fine della stagione i giallorossi, di cui Lucioni è vice-capitano, sono promossi in Serie A in virtù del secondo posto in classifica.
Nella stagione 2019-2020 è il calciatore del Lecce più impiegato in Serie A, con 36 presenze e 3 gol; la sua prima marcatura in massima serie risale al 6 ottobre 2019, quando Lucioni realizza il gol dei giallorossi nella partita persa per 3-1 in trasferta contro l'Atalanta. Il 7 maggio 2021, in occasione della partita Lecce-Reggina (2-2), valida per la penultima giornata del campionato di Serie B 2020-2021, tocca quota 100 presenze con il Lecce. Nella stagione seguente, dopo la partenza di Marco Mancosu, diviene il capitano del Lecce, che guida alla vittoria del campionato di Serie B 2021-2022, risultando il calciatore giallorosso più impiegato in stagione, conclusa con la promozione in A dei salentini.

### Frosinone e Palermo
Il 25 giugno 2022 Lucioni si trasferisce al Frosinone, in Serie B, con la formula del prestito annuale. Il 14 ottobre seguente, segna la sua prima rete con i frusinati, in occasione del successo per 3-1 in casa del Venezia. Con 31 presenze e 4 reti, contribuisce alla vittoria del campionato e alla conseguente promozione in massima serie del club frusinate.
Il 26 giugno 2023, Lucioni viene ingaggiato a titolo definitivo dal Palermo, sempre in Serie B, con cui firma un contratto biennale.Il 29 agosto segna la prima rete con i rosanero nel successo per 3-1 in casa della Reggiana. Il 20 novembre 2024 risolve il contratto con la società siciliana.

### Ritorno al Frosinone
Il 3 febbraio 2025 si accorda con il Frosinone fino a fine stagione, tornando così dopo 2 anni.

## Statistiche

### Presenze e reti nei club
Statistiche aggiornate al 13 maggio 2025.
| Stagione         | Squadra          | Campionato       | Campionato | Campionato | Coppe nazionali | Coppe nazionali | Coppe nazionali | Coppe continentali | Coppe continentali | Coppe continentali | Altre coppe | Altre coppe | Altre coppe | Totale | Totale |
| Stagione         | Squadra          | Comp             | Pres       | Reti       | Comp            | Pres            | Reti            | Comp               | Pres               | Reti               | Comp        | Pres        | Reti        | Pres   | Reti   |
| ---------------- | ---------------- | ---------------- | ---------- | ---------- | --------------- | --------------- | --------------- | ------------------ | ------------------ | ------------------ | ----------- | ----------- | ----------- | ------ | ------ |
| 2005-2006        | Ternana          | B                | 1          | 0          | CI              | -               | -               | -                  | -                  | -                  | -           | -           | -           | 1      | 0      |
| 2006-2007        | Ternana          | C1               | 5          | 0          | CI+CI-C         | 0+2             | 0               | -                  | -                  | -                  | -           | -           | -           | 7      | 0      |
| 2007-gen. 2008   | Ternana          | C1               | 8          | 0          | CI-C            | 3               | 1               | -                  | -                  | -                  | -           | -           | -           | 11     | 1      |
| gen-giu. 2008    | Monopoli         | 2D               | 7          | 1          | CI-C            | -               | -               | -                  | -                  | -                  | -           | -           | -           | 7      | 1      |
| 2008-2009        | Noicattaro       | 2D               | 29         | 5          | CI-LP           | 5               | 1               | -                  | -                  | -                  | -           | -           | -           | 34     | 6      |
| 2009-gen. 2010   | Ternana          | 1D               | -          | -          | CI+CI-LP        | -               | -               | -                  | -                  | -                  | -           | -           | -           | 0      | 0      |
| Totale Ternana   | Totale Ternana   | Totale Ternana   | 14         | 0          |                 | 5               | 1               |                    | -                  | -                  |             | -           | -           | 19     | 1      |
| gen.-giu. 2010   | Gela             | 2D               | 15         | 0          | CI+CI-LP        | -               | -               | -                  | -                  | -                  | -           | -           | -           | 15     | 0      |
| 2010-2011        | Barletta         | 1D               | 32         | 3          | CI-LP           | 4               | 1               | -                  | -                  | -                  | -           | -           | -           | 36     | 4      |
| 2011-2012        | Spezia           | 1D               | 31         | 2          | CI+CI-LP        | 2+4             | 0               | -                  | -                  | -                  | 1D          | 2           | 1           | 39     | 3      |
| 2012-2013        | Reggina          | B                | 11         | 0          | CI              | 1               | 1               | -                  | -                  | -                  | -           | -           | -           | 12     | 1      |
| 2013-2014        | Reggina          | B                | 37         | 2          | CI              | 2               | 0               | -                  | -                  | -                  | -           | -           | -           | 39     | 2      |
| Totale Reggina   | Totale Reggina   | Totale Reggina   | 48         | 2          |                 | 3               | 1               |                    | -                  | -                  |             | -           | -           | 51     | 3      |
| 2014-2015        | Benevento        | LP               | 35+1       | 1+0        | CI+CI-LP        | 2+1             | 0+1             | -                  | -                  | -                  | -           | -           | -           | 39     | 2      |
| 2015-2016        | Benevento        | LP               | 33         | 1          | CI+CI-LP        | 1+1             | 0               | -                  | -                  | -                  | S-LP        | 2           | 0           | 37     | 1      |
| 2016-2017        | Benevento        | B                | 41+5       | 3+0        | CI              | 1               | 0               | -                  | -                  | -                  | -           | -           | -           | 47     | 3      |
| 2017-2018        | Benevento        | A                | 8          | 0          | CI              | 1               | 0               | -                  | -                  | -                  | -           | -           | -           | 9      | 0      |
| Totale Benevento | Totale Benevento | Totale Benevento | 117+6      | 5          |                 | 7               | 1               |                    | -                  | -                  |             | 2           | 0           | 132    | 6      |
| 2018-2019        | Lecce            | B                | 25         | 2          | CI              | -               | -               | -                  | -                  | -                  | -           | -           | -           | 25     | 2      |
| 2019-2020        | Lecce            | A                | 36         | 3          | CI              | 1               | 0               | -                  | -                  | -                  | -           | -           | -           | 37     | 3      |
| 2020-2021        | Lecce            | B                | 37+2       | 0          | CI              | 2               | 0               | -                  | -                  | -                  | -           | -           | -           | 41     | 0      |
| 2021-2022        | Lecce            | B                | 37         | 1          | CI              | 2               | 0               | -                  | -                  | -                  | -           | -           | -           | 39     | 1      |
| Totale Lecce     | Totale Lecce     | Totale Lecce     | 135+2      | 6          |                 | 5               | 0               |                    | -                  | -                  |             | -           | -           | 142    | 6      |
| 2022-2023        | Frosinone        | B                | 31         | 4          | CI              | 1               | 0               | -                  | -                  | -                  | -           | -           | -           | 32     | 4      |
| 2023-2024        | Palermo          | B                | 23+3       | 2+0        | CI              | 1               | 0               | -                  | -                  | -                  | -           | -           | -           | 27     | 2      |
| lug.-nov. 2024   | Palermo          | B                | 0          | 0          | CI              | 1               | 0               | -                  | -                  | -                  | -           | -           | -           | 1      | 0      |
| Totale Palermo   | Totale Palermo   | Totale Palermo   | 23+3       | 2          |                 | 2               | 0               |                    | -                  | -                  |             | -           | -           | 28     | 2      |
| feb.-giu. 2025   | Frosinone        | B                | 8          | 0          | CI              | -               | -               | -                  | -                  | -                  | -           | -           | -           | 8      | 0      |
| Totale Frosinone | Totale Frosinone | Totale Frosinone | 39         | 4          |                 | 1               | 0               |                    | -                  | -                  |             | -           | -           | 40     | 4      |
| Totale carriera  | Totale carriera  | Totale carriera  | 490+11     | 30         |                 | 38              | 5               |                    | -                  | -                  |             | 4           | 1           | 543    | 36     |

## Palmarès

### Club

#### Competizioni nazionali
- Lega Pro Prima Divisione: 1

Spezia: 2011-2012
- Coppa Italia Lega Pro: 1

Spezia: 2011-2012
- Supercoppa di Lega di Prima Divisione: 1

Spezia: 2012
- Lega Pro: 1

Benevento: 2015-2016 (Girone C)
- Campionato italiano di Serie B: 2

Lecce: 2021-2022
Frosinone: 2022-2023